# Crosby (Minnesota)
Crosby és una població dels Estats Units a l'estat de Minnesota. Segons el cens del 2000 tenia 2.299 habitants.

## Demografia
Segons el cens del 2000, Crosby tenia 2.299 habitants, 989 habitatges, i 554 famílies. La densitat de població era de 292 habitants per km².
Dels 989 habitatges en un 27,6% hi vivien nens de menys de 18 anys, en un 40,3% hi vivien parelles casades, en un 11,8% dones solteres, i en un 43,9% no eren unitats familiars. En el 39,4% dels habitatges hi vivien persones soles el 21,2% de les quals corresponia a persones de 65 anys o més que vivien soles. El nombre mitjà de persones vivint en cada habitatge era de 2,18 i el nombre mitjà de persones que vivien en cada família era de 2,93.
Per edats la població es repartia de la següent manera: un 24,4% tenia menys de 18 anys, un 8,1% entre 18 i 24, un 21,9% entre 25 i 44, un 20% de 45 a 60 i un 25,6% 65 anys o més.
L'edat mediana era de 42 anys. Per cada 100 dones de 18 o més anys hi havia 79,5 homes.
La renda mediana per habitatge era de 24.053 $ i la renda mediana per família de 31.629 $. Els homes tenien una renda mediana de 28.879 $ mentre que les dones 20.842 $. La renda per capita de la població era de 15.465 $. Entorn del 15,6% de les famílies i el 16,9% de la població estaven per davall del llindar de pobresa.

## Poblacions més properes
El següent diagrama mostra les poblacions més properes.